# Дыбов, Иван Семёнович
Иван Семёнович Дыбов (10 мая 1926 года, Лесное Уколово, Воронежская область, СССР — 1 января 2012 года, Первоуральск, Свердловская область, Россия) — Герой Социалистического Труда, мастер трубопрокатного цеха Первоуральского новотрубного завода Свердловской области, почётный металлург.

## Биография
Родился 10 мая 1926 года в селе Лесное Уколово Воронежской области. У Ивана была старшая сестра Мария, мать Агрепина Емельяновна, отец Семён Петрович Дыбов (1897—07.1942) ушёл на фронт в 1941 году, а в июле 1942 года пропал без вести.
В день ухода отца на фронт в 1941 году Иван, закончив семилетнюю школу, уехал в Воронеж в ремесленное училище. В июле 1943 года был эвакуирован в Первоуральск, где поселили в бараке, жили по 30-40 человек в одном помещении. Учился в Первоуральской школе ФЗО.
Свою трудовую деятельность начал прокатчиком на Новотрубном заводе в 1943 году. В 1944 году выдал сверх плана 767 тонн труб. С 1952 года был назначен старшим вальцовщиком в цехе «Ш» (цех №5), сменным мастером. Принимал участие в пуске и освоение первой отечественной трубопрокатной установки «160». В 1952 году поступил в металлургический техникум на вечернее отделение. Бригаде Дыбова присвоена звание коллектива коммунистического труда, затем Решением Министерства черной металлургии СССР и президиума ЦК профсоюза рабочих металлургической промышленности бригада сменной производственного мастера признана победителем во Всесоюзном социалистическом соревновании бригад ведущих профессией и присвоена звание «Лучшая бригада трубопрокатчиков министерства». Бригаде также присвоены звания «имени 50-летия газеты «Правда», «имени XXIII съезда КПСС».
Выйдя на пенсию, устроился в ГПТУ наставником .
Скончался 1 января 2012 года. Похоронен на городском кладбище Первоуральска.

## Награды
За свои достижения был награждён:
- звание «Почётный металлург»;
- звание «Почётный новотрубник»;
- звание «Наставник молодёжи»;
- 18.07.1975 — звание Герой Социалистического Труда с золотой медалью Серп и Молот и орден Ленина «за выдающиеся успехи в досрочном выполнении заданий девятой пятилетки и принятых социалистических обязательств».